# Perito
Perito là một đô thị (comune) thuộc tỉnh Salerno trong vùng Campania của Ý. Perito có diện tích 23 km2, dân số là 1038 người (năm 2009).